# Foreign Affair
Foreign Affair – siódmy solowy album Tiny Turner, wydany 13 września 1989 roku.

## Lista utworów
1. Steamy Windows
2. The Best
3. You Know Who" (Is Doing You Know What)
4. Undercover Agent For The Blues
5. Look Me In The Heart
6. Be Tender With Me Baby
7. You Can't Stop Me Loving You
8. Ask Me How I Feel
9. Falling Like Rain
10. I Don't Wanna Lose You
11. Not Enough Romance
12. Foreign Affair

## Single
- The Best - 2 września 1989
- I Don't Wanna Lose You - 18 listopada 1989
- Steamy Windows - 17 lutego 1990
- Foreign Affair - 5 maja 1990
- Look me in the Heart - 11 sierpnia 1990
- Be Tender with me Baby - 13 października 1990

## Twórcy
- Tina Turner - główny wokal
- Tony Joe White - gitara, harmonijka ustna, syntezator
- Dan Hartman - gitara, instrumenty klawiszowe
- Eddie Martinez - gitara
- Neil Taylor - gitara
- James Ralston - gitara
- Gene Black - gitara
- Pat Thrall - gitara
- Phil Palmer - gitara
- Mark Knopfler - gitara
- Elliot Lewis - instrumenty smyczkowe, instrumenty klawiszowe
- Nick Glennie-Smith - instrumenty smyczkowe, instrumenty klawiszowe
- Gary Barnacle - saksofon
- Edgar Winter - saksofon
- Timmy Cappello - saksofon
- Phil Ashley - instrumenty klawiszowe
- Philippe Saisse - instrumenty klawiszowe
- Casey Young - instrumenty klawiszowe
- Jeff Bova - syntezator
- Carmine Rojas - gitara basowa
- T.M. Stephens - gitara basowa
- Rupert Hine - gitara basowa
- J.T. Lewis - perkusja
- Art Wood - perkusja
- Geoff Dugmore - perkusja
- Albert Hammond - instrumenty perkusyjne, wokal wspierający
- Danny Cummings - instrumenty perkusyjne
- Lance Ellington - wokal wspierający
- Tessa Niles - wokal wspierający
- Sandy Stewart - wokal wspierający
- David Munday - wokal wspierający
- Roger Davies - wokal wspierający
- Graham Lyle - wokal wspierający
- Holly Knight - wokal wspierający

## Listy przebojów
Album
| Lista (1989)           | Pozycja |
| ---------------------- | ------- |
| Austrian Albums Chart  | 1       |
| German Albums Chart    | 1       |
| Norwegian Albums Chart | 1       |
| Swedish Albums Chart   | 1       |
| Swiss Albums Chart     | 1       |
| UK Albums Chart        | 1       |
| Dutch Albums Chart     | 6       |
| US Billboard 200 Chart | 31      |
| US Billboard R&B Chart | 83      |

Single
| Rok  | Singel                   | Zestawienie                      | Pozycja |
| ---- | ------------------------ | -------------------------------- | ------- |
| 1989 | „Steamy Windows”         | Hot Dance Music/Club Play        | 13      |
| 1989 | „Steamy Windows”         | The Billboard Hot 100            | 39      |
| 1989 | „The Best”               | Mainstream Rock Tracks           | 6       |
| 1989 | „The Best”               | The Billboard Hot 100            | 15      |
| 1989 | „Look Me In The Heart”   | Adult Contemporary               | 4       |
| 1989 | „Foreign Affair”         | Hot R&B/Hip-Hop Singles & Tracks | 39      |
| 1990 | „I Don't Wanna Lose You” | Adult Contemporary               | 8       |